# Hepzibah (Virginia Occidental)
Hepzibah es un lugar designado por el censo ubicado en el condado de Harrison en el estado estadounidense de Virginia Occidental. En el Censo de 2010 tenía una población de 566 habitantes y una densidad poblacional de 237,02 personas por km².

## Geografía
Hepzibah se encuentra ubicado en las coordenadas 39°19′51″N 80°20′3″O / 39.33083, -80.33417. Según la Oficina del Censo de los Estados Unidos, Hepzibah tiene una superficie total de 2.39 km², de la cual 2.39 km² corresponden a tierra firme y (0%) 0 km² es agua.

## Demografía
Según el censo de 2010, había 566 personas residiendo en Hepzibah. La densidad de población era de 237,02 hab./km². De los 566 habitantes, Hepzibah estaba compuesto por el 96.82% blancos, el 1.59% eran afroamericanos, el 0.18% eran amerindios, el 0% eran asiáticos, el 0% eran isleños del Pacífico, el 0% eran de otras razas y el 1.41% pertenecían a dos o más razas. Del total de la población el 1.06% eran hispanos o latinos de cualquier raza.